# 多田野曜平
多田野 曜平（日语：ただの ようへい，1962年3月10日—），本名是多田野篤雄；日本福冈县出身的演员及配音员，目前隶属于Theatre Echo。

## 生平
- 1981年進入琉球大學後，加入沖繩戲劇實驗室觀眾席。1985年劇團走遍了上京後，1988年加入Theatre Echo養成所。1990年4月是Theatre Echo所屬的研究生。1994年4月升任爲準劇團成員，2000年4月正式成為劇團成員。以舞台為中心，同時也參與海外電影及電視劇的配音。
- 無論是醜角、搞笑角色、小動物、昆蟲、小人物、大角色多種類型的角色都能拿捏，演技面廣。
- 聲線和已故的配音員山田康雄相似，故此山田康雄的部分配音作品都會由多田野曜平代配及補充，不過本人說自己并沒有去模仿山田康雄；也有說聲線像已故的配音員青野武。
- 山田康雄自電視劇《荒野奇俠（英语：Rawhide (TV series)）》開始，擔當以西部劇著稱的荷裡活明星奇連·伊士活的專屬配音員，從早期的錄影帶已經開始擔當，在奇連·伊士活到日本時得到本人的認可而為人所知。在當年奇連·伊士活的作品，華納電影公司大部分作品都配給山田康雄所屬的Theatre Echo事務所。1995年山田康雄去世，《完美的世界》成為他最後爲奇連·伊士活配音的作品。在1996年朝日電視台播放由奇連·伊士活主演的《火線狙擊》，重新配音的時候選用了野澤那智，在製作人員的演出要求下需要模仿山田康雄的演繹，播出後得到的反響是和山田康雄的聲音幾乎相似，希望可以啓用野澤那智接任山田康雄配演奇連·伊士活；因此電視配音的版本，曾經一度使用野澤那智配音，而影像載體版則輪流使用山田康雄的好友小林清志和納谷悟朗，但一直都沒有定下繼任的專屬配音員。2010年野澤那智去世，自2009年的獨行俠江湖伏霸音源補充起用了與山田康雄聲質相近的多田野曜平，而山田康雄的奇連·伊士活的數部作品，都由多田野曜平代配及補充。
- 對於配演能夠奇連·伊士活，多田野表示從心底裡高興也非常渴望；對於如何才能拿出山田康雄飾演奇連·伊士活接近的雰圍而有所考慮；因此留意他的聲線、男士魅力、夕陽、槍手的設定，從早到晚觀看《獨行俠江湖伏霸》。
- 據本人稱從以前開始已經喜歡奇連·伊士活，經常觀看他的作品，特別是《獨行俠連環奪命槍》、《辣手神探奪命槍》、《戰略大作戰》、《獨行鐵金剛（英语：Coogan's Bluff (film)）》與《辣手神探勇闖天羅地網（英语：The Gauntlet (film)）》。

## 演出作品

### 電視劇
- ミエリーノ柏木（2013年、テレビ東京） - ラーメン屋の店主 役

### 電影
- ナイアガラ（2013年） - 刑務官 役

### 舞台劇
- 九島亮「RANDOM」（1986年スペース・DEN）
- 大橋秀樹「パッセンジャー」（1987年池袋アート・スポット・フリーク）
- 大橋秀樹「情熱の花」（1987年スタジオ赤坂プレイBOX）
- スラップスティック バンガード システムVOL7（1988年スタジオ赤坂プレイBOX）
- T・ワイルダー「楽しき旅路」（1988年テアトル・エコー付属養成所）
- 太宰治「カチカチ山」（1989年テアトル・エコー付属養成所）
- 菊池寛「父帰る」（1989年テアトル・エコー付属養成所）
- チェーホフ「家庭争議」（1989年テアトル・エコー付属養成所）
- N・サイモン「名医先生」（1990年テアトル・エコー付属養成所）
- 川和孝「河童譚」（1990年テアトル・エコー付属養成所）
- ジャン・ベルナール・リュック「恋の冷凍保存」（1990年テアトル・エコー旧劇場）
- 岡本蛍「匿名シネマ」（1991年テアトル・エコー旧劇場）
- 桐生祐狩「ピンクレインの娘」(1991年テアトル・エコー旧劇場）
- N・サイモン「おかしな二人 女性版」（1992年銀座みゆき館劇場）
- 井上ひさし「表裏源内蛙合戦」(1992年テアトル・エコー）
- F・ダンロップ、ジム・デール「スカピーノ」（1992年テアトル・エコー）
- 松田環「ドラキュラ」（1993年テアトル・エコー）
- N・サイモン「映画に出たい!」（1993年銀座小劇場）
- 小川未玲「深く眠ろう死の手前ぐらいまで」（1996年テアトル・エコー）
- 小川未玲「お勝手の姫」（1998年テアトル・エコー）
- N・サイモン「サンシャイン・ボーイズ」（1998年紀伊國屋サザンシアター）
- マルセル・エーメ「他人の首」（1999年テアトル・エコー）
- N・サイモン「23階の笑い」（1999年紀伊國屋サザンシアター）
- 氷室冴子「ざ・ちぇんじ！」（2000年紀伊國屋サザンシアター）
- チェーホフ「くしゃみ」（2002年新国立劇場）
- キノトール「青年がみな死ぬ時」（2002年テアトル・エコー）
- 小川未玲「ちゃんとした道」（2003年テアトル・エコー）
- 野田治彦「屋上桟敷の人々」（2003年テアトル・エコー）
- A・エイクボーン「ドアをあけると…」（2003年紀伊國屋サザンシアター）
- ジョン・マレー、アレン・ボレッツ「ルームサービス」（2008年　地方公演）
- ロベール・トマ「フレディ」（2008年テアトル・エコー）
- ロン・ハッチンソン「風と共に来たる」（2009年テアトル・エコー）
- 井上ひさし「日本人のへそ」（2010年テアトル・エコー）
- ロン・ハッチンソン「風と共に来たる」再演（2011年テアトル・エコー）
- ロン・ハッチンソン「風と共に来たる」（2013年　東北公演）
- ロン・ハッチンソン「風と共に来たる」（2014年　四国・神奈川公演）

## 配音作品

### 電視動畫
1996年
- YAT安心!宇宙旅行（誠、計算機、警官 等）

2004年
- 烘焙王（島田）

2006年
- 結界師（墨村繁守[1]）
- 小心啊公主（雷斯里[2]）

2007年
- 火影忍者疾風傳（中心）

2008年
- 骷髏13（納扎羅夫）
- SOUL EATER 噬魂者（死武専事務員）
- 新·安琪莉可 Abyss（議員）
- 新·安琪莉可 Abyss -Second Age-（長老）
- はっけん たいけん だいすき! しまじろう（ぽんたろうのおじいさん）

2009年
- Slap-up party 阿拉德戰記（辛達）
- 東之伊甸（作業員B）

2010年
- 學園默示錄（門下生）
- 逆轉監督（田沼吾郎[3]）

2011年
- TIGER & BUNNY（奧德修斯通信CEO）
- Rio RainbowGate!（照片館的主人）

2012年
- CØDE:BREAKER 法外制裁者（組員）
- 魯邦三世 -名為峰不二子的女人-（林沈沈[4]）

2013年
- 來自新世界（綿引課長）
- 鐵道小英雄（執事、漢斯、首腦）
- 召喚惡魔Z（泥田警部）

2014年
- 大怪獸RUSH 超級邊境 DINO-TANK hunting（ナックル星人ジェイラ[5]）
- 元氣囝仔（普奇）

2015年
- 牙狼〈GARO〉-紅蓮之月-（慈法）
- 牙狼〈GARO〉-炎之刻印-（埃梅里克）
- 魯邦三世 PART IV（艾利克·歐爾傑尼）

2016年
- 神技汪達（與田じぃ、壽司屋的老闆）
- 機動戰士鋼彈UC RE:0096（西多）
- 魯邦三世 PART IV（吉諾）

2017年
- 小魔女學園（霍布魯克先生）
- ONE PIECE（普羅迪）
- 異世界食堂（獨眼的管理人）
- 將國戡亂記（卡米諾兵B）

2018年
- 雷頓神秘偵探社 ～卡特莉的解謎事件簿～（大吉嶺·阿斯波洛、σβ星人）
- 實驗品家庭（父親）
- MEGALO BOX（宮城）
- 深夜！天才傻鵬（醫生）
- 機獸戰記 狂野爆發（度哈）
- スペースバグ（ホセ、ジャン）

2019年
- スペースバグ（ジャン）
- Star☆Twinkle 光之美少女（空見遼太郎、雪人）
- 卡羅爾與星期二（老師）
- 八月的棒球甜心（和尚）
- 博多明太!麻辣子醬（白糸仙人&假白糸仙人）
- GO!GO! 小金剛（茶水教授）

2020年
- 動物新世代 BNA（朱利亞諾・弗利普）
- 大欺詐師（工藤／中之島正吾）
- 巨神與冰華之城（松爺）
- 遊戲王SEVENS（塞巴斯蒂安）
- 熊熊勇闖異世界（拉洛克）
- 勇者鬥惡龍 達伊的大冒險（巴達克）

2021年
- 記錄的地平線 圓桌崩壞（李·耿恩）
- EX-ARM（奈威爾中尉）
- WONDER EGG PRIORITY（公司的專務董事）
- 七大罪 憤怒的審判（魔術士哥塞爾）
- 蓋特機器人ARC（敷島博士）
- EDENS ZERO 伊甸星原（繆勒）
- 鍵等（幸村俊夫）

2022年
- 平家物語（中原兼遠）
- 名偵探柯南（伊達航的父親）
- 社畜想被幼女幽靈療癒。（老爺爺）
- SPY×FAMILY間諜家家酒（伊甸學院校長）

2024年
- ONE PIECE（貝卡帕庫[6]）

### OVA
2006年
- 大魔法峠（校長）

2010年
- 機動戦士ガンダムUC（シドー）

2011年
- .hack//Quantum（ギーク）

### 吹替
電視／電影
| 作品年份 | 作品名稱                 | 配演角色          | 演員          | 媒介備註                                                                    |
| -------- | ------------------------ | ----------------- | ------------- | --------------------------------------------------------------------------- |
| 1964     | 獨行俠連環奪命槍         | 獨行俠            | 奇連·伊士活   | 朝日電視台/獨行俠連環奪命槍50周年BD版本 (山田康雄的音源基礎新追加補充)      |
| 1965     | 獨行俠江湖伏霸           | 獨行俠            | 奇連·伊士活   | 朝日電視台版/些治奧·李安尼80週年影碟紀念版本 (山田康雄的音源基礎新追加補充) |
| 1966     | 獨行俠決鬥地獄門         | 獨行俠            | 奇連·伊士活   | 朝日電視台/些治奧·李安尼80週年影碟紀念版本 (山田康雄的音源基礎新追加補充)   |
| 1971     | 獨行俠勇闖美人關         | 麥約翰            | 奇連·伊士活   | IMAGICA衛星頻道                                                             |
| 1971     | 辣手神探奪命槍           | 骯髒哈利          | 奇連·伊士活   | 朝日電視台/WOWOW頻道 （山田康雄的音源基礎新追加補充）                       |
| 1973     | 辣手神探追魂槍           | 骯髒哈利          | 奇連·伊士活   | 富士電視台/WOWOW頻道 （山田康雄的音源基礎新追加補充）                       |
| 1976     | 辣手神探沖天炮           | 骯髒哈利          | 奇連·伊士活   | 朝日電視台/WOWOW頻道 （山田康雄的音源基礎新追加補充）                       |
| 1983     | 辣手神探勇勁沖天         | 骯髒哈利          | 奇連·伊士活   | TBS電視台/WOWOW頻道 （山田康雄的音源基礎新追加補充）                        |
| 1953     | 紳士愛美人               | Ernie Malone      | 艾略特·里德   | WOWOW頻道 （日高晤郎的音源基礎新追加補充）                                  |
| 1969     | 逍遙騎士                 | Wyatt             | 彼得·方達     | 朝日電視台 WOWOW頻道/BD版本（山田康雄的音源基礎新追加補充）                 |
| 1971     | 逃離猩球                 | Cornelius         | 羅迪·麥克道爾 | TBS電視台 WOWOW頻道/BD版本（山田康雄的音源基礎新追加補充）                  |
| 1999     | 人在江湖                 | Tony Blundetto    | 史提夫·布斯美 | 衛星頻道                                                                    |
| 2010     | 酒私風雲（全季）         | Nucky Thompson    | 史提夫·布斯美 | WOWOW頻道/DVD版本                                                           |
| 2017     | 波士BB                   | 法西斯·E·法西     | 史提夫·布斯美 | 公映/影碟版本                                                               |
| 2017     | 菲利普·狄克的電子夢      | Ed Morris         | 史提夫·布斯美 | Amazon視像                                                                  |
| 1981     | 疯狂的麦克斯2            | Gyro Captain      | 布魯斯·斯彭斯 | BS Japan                                                                    |
| 1999     | 中華英雄                 | 生奴              | 林曉峰        | DVD版本                                                                     |
| 2008     | 星球大戰：複製戰紀(電影) | Yoda              | -             | 公映/影碟版本                                                               |
| 2008     | 星球大戰：複製戰紀(TV)   | Yoda              | -             | NHK頻道/DVD版本                                                             |
| 2009     | 秋田犬八千               | Carl Boilins      | 傑森·亞歷山大 | 公映/影碟版本                                                               |
| 2010     | 通天奇兵                 | 「喪榮」梅鐸      | 沙爾托·科普雷 | 影碟版本                                                                    |
| 2010     | 蒼穹之昴                 | 陳蓮元            | 馬小寧        | NHK頻道/DVD版本                                                             |
| 2012     | 星球大戰：反抗軍起義     | Yoda              | -             | NHK頻道/DVD版本                                                             |
| 2012     | 權力遊戲(S2-S5)          | 史坦尼斯·拜拉席恩 | 史蒂芬·迪蘭   | 收費頻道/影碟版本                                                           |
| 2013     | 星際啟示錄               | TARS              | 比爾·歐文     | 公映/影碟版本                                                               |
| 2014     | 柏靈頓                   | Montgomery Clyde  | Tim Downie    | 公映/影碟版本                                                               |
| 2015     | 星球大戰：原力覺醒       | Yoda              | -             | 公映/影碟版本                                                               |
| 2018     | 逃犯國王                 | 愛德華一世        | 史蒂芬·迪蘭   | Netflix頻道                                                                 |